# مايك ماسترز
مايك ماسترز (بالإنجليزية: Mike Masters)‏ (26 أبريل 1967 في الولايات المتحدة - ) هو لاعب كرة قدم أمريكي في مركز الهجوم. شارك مع منتخب الولايات المتحدة لكرة القدم. أما مع النوادي، فقد لعب مع كولتشستر يونايتد وBoston Storm (soccer) ‏ وNewbury Town F.C. ‏ وLong Island Rough Riders ‏ وألباني كابيتالز ‏ وسان فرانسيسكو باي بلاكهوكس ‏.

## وصلات خارجية
- مايك ماسترز على موقع قاعدة بيانات كرة القدم.إي يو (الإنجليزية)